# Kryterium Schlömilcha
Kryterium Schlömilcha – kryterium zbieżności szeregów o wyrazach nieujemnych, udowodnione przez niemieckiego matematyka, Oskara Schlömilcha.

## Kryterium
Niech dany będzie szereg liczbowy
|  |  | {\displaystyle \sum _{n=1}^{\infty }a_{n},} |  | (A) |

o wyrazach dodatnich. Niech ponadto
{\displaystyle S_{n}=n\cdot \ln {\frac {a_{n}}{a_{n+1}}}\quad (n\in \mathbb {N} ).}
- Jeżeli

{\displaystyle \liminf _{n\to \infty }S_{n}>1}
to szereg (A) jest zbieżny.
- Jeżeli dla dostatecznie dużych {\displaystyle n} spełniona jest nierówność {\displaystyle S_{n}\leqslant 1,} to szereg (A) jest rozbieżny[1].

## Przykład zastosowania
Kryterium Schlömilcha pozwala stwierdzać rozbieżność niektórych szeregów których zbieżności nie rozstrzyga kryterium Raabego. Na przykład kryterium Raabego nie rozstrzyga o rozbieżności szeregu
{\displaystyle \sum _{n=1}^{\infty }{\frac {4^{n-1}[(n-1)!]^{2}}{[(2n-1)!!]^{2}}},}
gdyż
{\displaystyle R_{n}=1+{\frac {1}{4n}}\to 1^{+}.}
Z drugiej jednak strony
{\displaystyle S_{n}=n\cdot \ln {\big (}1+{\frac {1}{n}}+{\frac {1}{4n^{2}}}{\big )}<1}
dla dostatecznie dużych {\displaystyle n}.

## Przypadek, w którym kryterium nie rozstrzyga
Niech
{\displaystyle a_{n}={\frac {(n-1)!\cdot (n+2)!}{[(n+1)!]^{2}}}.}
W tym wypadku
{\displaystyle {\frac {a_{n}}{a_{n+1}}}=1+{\frac {n+4}{n^{2}+3n}},}
a zatem ciąg {\displaystyle (S_{n})} maleje oraz jego granicą jest {\displaystyle 1}.

## Literatura dodatkowa
- Grigorij Michajłowicz Fichtenholz: Rachunek różniczkowy i całkowy. T. 2. Warszawa: Państwowe Wydawnictwo Naukowe, 1966. Brak numerów stron w książce
- K. Knopp: Theory and Application of Infinite Series. Wyd. 2. London: Blackie & Son, Ltd., 1964. Brak numerów stron w książce